# Ingier i Moganäs
Ingier i Moganäs var föremål för en häxprocess i Småland år 1604.
Vid tinget i Moganäs i Odensjö socken den 1 augusti 1604 anklagade Anders Jonson sin granne Ingier för sina kors mjölkbrist genom att mjölka dem genom trolldom; han hade sett henne handskas med mjölk i sin bastu och en gång hittat en av sina kalvar döda i ett kar i hennes hus, vilket han ansåg vara bevis. Ingier hämtades och sade att hon hade lärt sig detta av en kvinna då mjölken hos hennes egna kor hade sinat, och hon sattes därför i arrest. 
Det verkar inte som om man vet vad som hände sedan. Dessa tidiga fall om häxeri i Sverige är för det mesta dåligt dokumenterade. Det hölls en del trolldomsmål i åtminstone Småland för det stora oväsendet, men det verkar som om dessa fall ofta slutade med frikännande och sällan med dödsstraff. Samma år som Ingier drogs inför rätta hölls två andra fall: Kristin i Hultaby ställdes inför rätta i Vetlanda socken för att ha ett dåligt rykte om att syssla med trolldom, men frikändes i brist på bevis; och Brita Jons Jonsons i Gaashult frikände sig i Torpa från anklagelsen om att ha orsakat sin svärdotters död genom trolldom genom att svära på det genom ed. 
Den 26 november 1605 ställdes Karin Månsdotter och hennes måg Nils Andersson inför häradstinget i Vetlanda anklagade för att ha mördat Anders Ödhe genom trolldom, men de svor sig fria båda två genom tolv karaktärsvittnen vardera; Karins man Suenn samlade hop hennes vittnen, Nils samlade ihop sina själv, och de frikändes båda två. År 1609 frikändes en kvinna från anklagelsen om trolldom, och hennes anklagare blev istället fälld för förtal.